# Spirembolus approximatus
Spirembolus approximatus är en spindelart som först beskrevs av Chamberlin 1948.  Spirembolus approximatus ingår i släktet Spirembolus och familjen täckvävarspindlar. Inga underarter finns listade i Catalogue of Life.